# Ahmet Kaya
Pour les articles homonymes, voir Kaya.
Ahmet Kaya, né le 28 octobre 1957 à Malatya et mort le 16 novembre 2000 à Paris 15e, est un chanteur, écrivain et compositeur de nationalité turque et d'ethnie kurde et turque, originaire d'Adıyaman.
Il s'auto-définit comme un démocrate socialiste et militant engagé pour les droits de l'Homme. Anarchiste et communiste, il se présente dès le début de sa carrière comme opposant au gouvernement turc présidé alors par Süleyman Demirel. Il est aussi fervent soutien du Parti des travailleurs du Kurdistan, notamment lors des concerts et meetings, ce qui lui vaudra d'être critiqué par le peuple turc et victime de nombreux mouvements diffamatoires. Après une relative éclipse artistique, il reviendra sur le devant de la scène avec des mises en scène de textes à but de réunification entre les peuples turc et kurde. Ce changement radical de position lui vaudra alors d'être à nouveau majoritairement apprécié par le peuple turc.
Malgré cette preuve de pacifisme, il tiendra des propos à l'encontre des chaînes de télévision et radios turcs, en les accusant de ne pas diffuser ses chansons et clips en kurde et en remettant en question leur vision du peuple turc durant une remise de trophée, ce qui lui vaudra un mandat d'arrêt. Décidé à ne pas se rendre, il choisira donc de quitter la Turquie pour s'exiler à Paris jusqu'à la fin de ses jours.

## Biographie
Né d'un père kurde originaire d'Adiyaman et d'une mère turque, Ahmet Kaya est le dernier d’une famille de cinq enfants. Il découvre la musique à l’âge de 9 ans dans son école primaire de Malatya. Sa famille émigre dans le quartier de Kocamustafapaşa, à Istanbul et Kaya décide par la suite d’arrêter ses études et de se consacrer exclusivement à sa passion, la musique.
Alors qu'il est en retard d'un an pour effectuer son service militaire, son père décide de le dénoncer aux autorités militaires afin qu'Ahmet rejoigne l'armée. Après son service militaire effectué à Gelibolu, Ahmet Kaya se marie avec Emine Kaya. En 1982 naît leur fille Çiğdem. Ils se séparent peu de temps après cette naissance, Ahmet Kaya n'arrivant pas, selon sa femme, à subvenir aux besoins de sa famille. Il épouse Gülten Hayaloğlu avec qui il aura une fille en 1987 prénommée Melis. C'est durant ces années, qu'il rencontre Yusuf Hayaloğlu, le frère de son épouse Gülten, qui lui écrira plusieurs chansons.
Il sort son premier album, Ağlama Bebeğim, qui est alors censuré en Turquie. Cette censure va permettre à l’album de susciter la curiosité. Alors que l'album s'était vendu à 400 exemplaires, la censure lui offrira une grande visibilité avec plus de 400 000 ventes de son premier album. En 1986, il sort son deuxième album Şafak Türküsü qui connaît un vrai succès. Il fait encore parler de lui dans les années 1990 avec la sortie de Şarkılarım Dağlara écoulé à 2 800 000 exemplaires.
Il salue Recep Tayyip Erdoğan, qui était alors maire d'Istanbul durant un concert au nom de la République.
En février 1999, quelques jours après la capture d'Abdullah Öcalan, le président du Parti des travailleurs du Kurdistan, Ahmet Kaya reçoit le prix du « meilleur chanteur de l'année » à la soirée organisée par l'association de la presse magazine turque à Istanbul. Ce soir marque un tournant important dans sa carrière artistique, puisque lors de la remise de prix, il monte sur scène sous les applaudissements de la salle pour prononcer un discours dans lequel il déclare : « Ce prix n'est pas qu'à moi. Je le dédie à l'association des Droits de l'homme (IHD), aux mères du samedi (association qui milite pour les 17 000 disparus en Turquie) et à toutes les personnes qui travaillent dans la presse de magazine. J'accepte ce prix au nom de toute la Turquie. Par ailleurs, je souhaite ajouter une chose. Que personne vienne me dire : « mais qui t'a confié cette mission ! » C'est l'Histoire qui me l'a confiée. Dans mon prochain album, du fait que je sois d'origine kurde, je vais inclure un titre en kurde et réaliser un clip. Je sais très bien qu'il y aura des gens qui auront le courage de diffuser ce clip. S'ils ne le diffusent pas alors je sais comment ils s'entretiendront avec le peuple. Je remercie tout le monde. » Il se fait huer par une partie du public, qui lui jette même des fourchettes. À la suite de ces déclarations, la presse turque ne l'épargne pas et il est soumis à une pression médiatique qu'il ne peut supporter.
Par la suite, il s'exilera à Paris, où il meurt d'une crise cardiaque le 16 novembre 2000. Il est enterré au cimetière du Père-Lachaise (division 71) dans cette même ville. En novembre 2021, sa tombe est profanée.

## Controverses en Turquie
Du fait de différents actes ou déclarations, la justice turque s'est souvent intéressée à Kaya :
- En 1973, à l'âge de 16 ans, il est incarcéré pour avoir édité des affiches interdites en Turquie[4].
- Après un discours prononcé lors de la cérémonie de l'association de la presse turque, il a risqué de six à treize ans de prison avant d'être finalement relaxé[réf. à confirmer][8].
- Il a été condamné à quatre ans et demi d'emprisonnement pour avoir dit lors d'un concert à Berlin en novembre 1993 : « ceux des montagnes (en référence aux combattants du PKK) ont besoin d'argent. »[réf. à confirmer][9].
- En 1999, il est condamné à six ans de prison ferme sur la base du code pénal turc de l'époque pour « insulte à l'identité turque » dans des déclarations qu'il aurait faites lors d'un concert en Allemagne[réf. à confirmer][10].
- En 2000, la justice turque demande son arrestation après un discours prononcé à Rotterdam dans lequel une carte du Kurdistan et un portrait d'Öcalan auraient été affichés. Les avocats du chanteur ont plaidé qu’il s’agissait d’un grossier photomontage réalisé postérieurement par le quotidien Hürriyet. D’ailleurs, ce quotidien n’avait à l’époque rien écrit à ce sujet. Délaissant fortune et carrière au nom de son amour de justice et de liberté, Ahmet Kaya aimait à dire que « le bien le plus précieux de l’homme est sa dignité. Une vie sans dignité ne vaut pas d’être vécue ». C’est au nom de ce principe de vie qu’il avait choisi l’exil en France malgré un terrible mal du pays, refusant de retourner en Turquie tant que ce pays ne serait pas doté d’un régime démocratique respectant la liberté d’opinion et la dignité humaine.

## Discographie
- Ağlama Bebeğim (en) - Ne pleure pas mon bébé (1985)
- Acılara Tutunmak - S'accrocher aux souffrances (1985)
- Şafak Türküsü - La chanson de l'aurore (1986)
- An Gelir - Le moment viendra (1986)
- Yorgun Demokrat - Le démocrate fatigué (1987)
- Başkaldırıyorum - Je me révolte (1988)
- Resitaller-1 - Récitals-1 (1989)
- İyimser Bir Gül - Une rose bienfaisante (1989)
- Resitaller-2 (1990)
- Sevgi Duvarı - Le mur de l'amour (1990)
- Başım Belada - Je suis dans l’embarras (août 1991)
- Dokunma Yanarsın - Ne touche pas sinon tu te brûleras (juillet 1992)
- Tedirgin - Inquiet (avril 1993)
- Şarkılarım Dağlara - Mes chansons sont pour les montagnes (1994)
- Beni Bul - Trouve-moi (1995)
- Yıldızlar ve Yakamoz - Les étoiles et leur reflet (décembre 1996)
- Dosta Düşmana Karşı - Face aux amis et aux ennemis (mars 1999)

Posthumes:
- Hoşçakalın Gözüm - Au revoir la prunelle de mes yeux (2001)
- Biraz da Sen Ağla - Pleure un peu, toi aussi (2003)
- Kalsın Benim Davam - Que ma cause reste (2005)
- Gözlerim Bin Yaşında - Mes yeux ont mille ans (2006)